# Lotto (Album)
Lotto ist das zweite Musikalbum des deutschen Sängers, Komponisten und Produzenten Stephan Remmler.

## Hintergrund
Produziert wurde Remmlers zweites Album im Frühjahr und Sommer 1988. Wie schon bei seinem Debütalbum Stephan Remmler nutzte Remmler eine Vielzahl von Studios zur Produktion seines zweiten Albums. Er arbeitete wieder in den Audio-Studios in Berlin, im Can-Studio in Weilerswist, in der Powersoundfactory in Wien und vor allem in den Multi Studios in Rio de Janeiro. Der Aufenthalt aller Musiker in Brasilien wurde dazu genutzt, zu annähernd allen Liedern des Albums mit der Wiener Produktionsfirma DoRo Produktion Musikvideos zu drehen. So wurde beispielsweise das Video zur Singleauskopplung Keine Angst hat der Papa mir gesagt im örtlichen Fußballstadion Maracanã gedreht. Das Video zu Eine kleine Weile nur entstand am Strand des Ortsteils Copacabana. 1989 wurde die Veröffentlichung aller acht Videos auf Videokassette unter dem Titel Lotto in Brasil angekündigt, die dann jedoch nie im Handel erschien. Erst 2024 veröffentlichte Universal Music Lotto in Brasil, jedoch ausschließlich auf YouTube.
Der Titel Lotto geht auf den Hund zurück, der auf dem Plattencover zu sehen ist. Der Hund begleitete einen Teil der Dreharbeiten zum Video Einer ist immer der Loser und hieß „Lotto“.
Als Gastmusiker ist auf dem Lied Drei weiße Birrrken (Du bist meine Heimat) die britische Band Status Quo zu hören. Im Lied Bahia singt Angela Smecca den Refrain, mit der Remmler vier Jahre zuvor als Stephan & Nina das Lied Feuerwerk veröffentlicht hatte.

## Musik und Texte
Inhaltlich bewegen sich Remmlers Texte um Alltagssituationen und Beziehungsgeschichten. Erstmals präsentiert Remmler auch ein Trinklied: In Gesellschaft (In Gesellschaft trink ich gern ein Gläschen mit). Während auf seinem ersten Album noch eine Vielzahl von Stilen und Genres dargeboten wurde, ist das Gros der Lieder auf Lotto dem Schlager zuzuordnen.
Der Großteil der Lieder wurde von Remmler selbst komponiert. Eine Besonderheit ist das Lied Einer ist immer der Loser, das auf der Komposition Ana hat immer des Bummerl von Horst Chmela basiert.
Der Titel In Gesellschaft findet sich auf dem Soundtrack Die schnelle Gerdi wieder und kommt in der Folge 5 Gutes Neues Jahr vor.

## Rezeption
Das Album Lotto erhielt insgesamt eher schlechte Kritiken. Christian Genzel vom Musikportal Allmusic bemängelt vor allem die fehlende ironische Distanz, die den Reiz Remmlers ersten Albums ausmachte.
In den deutschen Albumcharts erreichte das Album Platz 38, in Österreich Platz 30. In der Schweiz konnte sich das Album überhaupt nicht in den Charts platzieren. Von den insgesamt vier ausgekoppelten Singles platzierte sich nur Keine Angst hat der Papa mir gesagt in den deutschen Singlecharts (Platz 15).
Eine bereits angekündigte Deutschlandtournee Remmlers wurde wegen schlechten Vorverkäufen zu großen Teilen abgesagt.

## Titelliste
A-Seite:
1. Keine Angst hat der Papa mir gesagt (Keine Angst hat die Mama mir gesagt)  2:57
2. Dass das nicht die große Liebe war, war klar (das sah sie auch so, ja, ja)  3:00
3. Drei weiße Birrrken (Du bist meine Heimat)  3:53
4. Einer ist immer der Loser (Einer muß immer verliern)  4:42
5. Ein kleines Tennisplatzerl  0:24
6. Oben aufm Berg (Das Wunder aufm Berg)  3:42

B-Seite:
1. In Gesellschaft (In Gesellschaft trink ich gern ein Gläschen mit)  3:09
2. Eine kleine Weile nur  3:05
3. Bahia  3:03
4. Immer wenn ich an dich denke (wird das Herz mir ach so schwer)  3:52
5. Tik Tak im Urlaub  0:30
6. O.’s Theme  3:25

Auf der CD-Ausgabe des Albums sind die Titel kürzer (ohne Klammervermerke) gelistet; auf dem Label der CD sind sie jedoch in voller Länge aufgeführt. Das Booklet der CD enthält außerdem alle Texte; die fehlen bei der LP-Ausgabe.